# Gibson ES-355
Gibson ES-355 — найкраща у лінійці Thinline напівпорожнистих гітар зі звукознімачем "Dual Pickup Stereo Varitone" (TDSV), виготовлена компанією Gibson Guitar Company. Ця гітара є стереогітарою з варітонною схемою, і її виготовляли з 1958 по 1984 рік. У 2018 році Gibson знову почав випускати версію 355.

## Історія
Гітара Gibson ES-355 була створена як наймодніша з напівпорожнистих тонких гітар Gibson. Перша 355 з'явився в 1958 році як моно ES-355TD. Більшість гітар 355 виготовлялися як стереогітари з маркуванням ES-355TD-SV. Виробництво стереоверсій з'явилося в 1959 році. Багатьом гітаристам варитон не сподобався, і вони відключили опцію, щоб на гітарі можна було грати в моно.

## Рецепція
Гітара не досягла успіху, на який сподівався Gibson. ES-335, яка була урізаною версією в тонких лініях серії 300, був більш популярним. 335 був легшим і простішим. Варитонна схема, яка була на більшості 355s, не була бажаною. Гібсон припинив виробництво 355 у 1982 році. Гібсон справді виробляє модель 355 Люсіль для Бі Бі Кінга, а у 2008 році випустив для ES-355 Алекса Лайфсона. У 2018 році Gibson почав випускати ES-355 з Bigsby, ES-355 у горіховому покритті з вібролою Maestro та ES-355 Black Beauty.

## Відомі гравці
- Алекс Лайфсон[3]
- Бі Бі Кінг[3]
- Чак Беррі
- Кіт Річардс[4]
- Ноел Ґаллагер[5]
- Джонні Марр[6]
- Бернард Батлер[7]